# Liste der Monuments historiques in Andert-et-Condon
Die Liste der Monuments historiques in Andert-et-Condon führt die Monuments historiques in der französischen Gemeinde Andert-et-Condon auf.

## Liste der Bauwerke
| Bezeichnung    | Beschreibung              | Standort | Kennzeichnung | Schutzstatus | Datum | Bild           |
| -------------- | ------------------------- | -------- | ------------- | ------------ | ----- | -------------- |
| Schloss Andert | Erbaut im 15. Jahrhundert | (Lage)   | PA00116603    | Inscrit      | 1990  | weitere Bilder |